# Eduard Schöningh (Offizier)

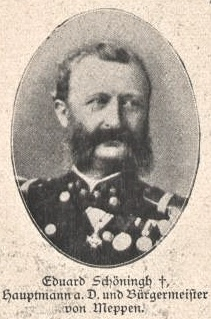
Eduard Schöningh

Eduard Schöningh (* 4. Dezember 1823 in Meppen; † 21. April 1900 ebenda) war ein Pionier der Hochmoorkultivierung im Emsland, Offizier im Mariniercorps der deutschen Reichsflotte und in der österreichischen Marineartillerie sowie Bürgermeister von Meppen/Ems.

## Leben
Er war der jüngste Sohn von Heinrich Jakob Schöningh (1782–1833), Amtmann des Amtes Meppen im Herzogtum Arenberg-Meppen, und dessen Gattin Josephine geb. Coppenrath (1789–1851), Tochter des Buchhändlers und Verlegers Joseph Heinrich Coppenrath (1764–1853) aus Münster. Sein ältester Bruder Josef Schöningh wurde Richter am Obergericht Meppen. Ferdinand Schöningh (Verleger, 1815), ein weiterer Bruder, betätigte sich als Publizist und Verleger. Er gründete den heute noch existierenden Verlag Ferdinand Schöningh. Eduard Schöningh war mit Elisabeth geb. Lampe aus Lingen (Ems) verheiratet; ihr Sohn Eduard Schöningh (1874–1956) lebte als Gutsbesitzer in Meppen.
Nachdem Schöningh zunächst zum Buchhändler ausgebildet worden war und fünf Jahre als Buchhandelsgehilfe in der Coppenrathschen Buchhandlung in Münster gearbeitet hatte, nahm er als Freiwilliger im Bracklow'schen Scharfschützencorps an der Schleswig-Holsteinischen Erhebung teil. Nach dem Waffenstillstand von Malmö (26. August 1848) trat Eduard Schöningh in das Mariniercorps der von der Frankfurter Nationalversammlung aufgestellten Reichsflotte unter Admiral Karl Rudolf Brommy ein und erreichte dort den Dienstgrad eines Secondeleutnants. Nach der Auflösung der Reichsflotte trat Schöningh in österreichische Dienste. Ab dem 16. Dezember 1852 war er Offizier der Marineartillerie in der k.k. Kriegsmarine, stationiert in Venedig, Triest und Pula, wobei er zeitweise auch auf der Fregatte Novara diente. Dort wurde er u. a. für die Bekämpfung eines 1866 an Bord ausgebrochenen Brandes vom österreichischen Kaiser belobigt. Er nahm als österreichischer Offizier am Deutsch-Dänischen Krieg sowie am Deutschen Krieg teil und erreichte den Rang eines Hauptmanns im Marine-Zeug-Corps.
1867 nahm Schöningh seinen Abschied vom aktiven Dienst und kehrte nach Meppen zurück. Dort wirkte er im heimatlichen Emsland als Pionier der Hochmoorkultivierung. Eduard Schöningh und sein Bruder Ferdinand gründeten die Moorkolonie Schöninghsdorf. Die Friedrich Krupp AG eröffnete 1877 auf seinen Vorschlag hin einen Schießplatz in Meppen, aus dem die heutige Wehrtechnische Dienststelle 91 entstand. In seinen letzten Lebensjahren war er Bürgermeister seiner Heimatstadt. Er war schon früher zum Bürgermeister gewählt worden, konnte das Amt aber nicht antreten, weil die preußischen Behörden die Bestätigung der Wahl mit der Begründung verweigerten, er sei Staatsbürger eines Feindstaates. Schöningh besaß als österreichischer Offizier neben der preußischen auch die österreichische Staatsbürgerschaft. Für seine Verdienste im Deutsch-Dänischen Krieg 1864 wurde Eduard Schöningh zum Ehrenbürger von Wyk auf Föhr ernannt. Aus demselben Anlass wurde er wegen seiner „besonderen Leistungen während der Expedition gegen die Inseln an der Westküste von Schleswig vom 11. bis 20. Juli 1864“ mit dem Österreichischen Militärverdienstkreuz ausgezeichnet.

## Auszeichnungen und Ehrungen
Auszeichnungen durch die Schleswig-Holsteinische Armee
- Erinnerungskreuz für die schleswig-holsteinische Armee (E. Schöningh nahm 1848/1849 vor seinem Eintritt in die Reichsflotte als Freiwilliger am Schleswig-Holsteinischen Aufstand teil)

Auszeichnungen im Dienst der k. u. k. Marine
- Militärverdienstkreuz (Österreich) (Kriegsdekoration) verliehen am 10. Aug 1864[7]
- „Allerhöchste belobende Anerkennung“ durch den Kaiser Franz Josef, öffentlich bekanntgegeben am 20. Juni 1866[8][9]
- Militär-Verdienstmedaille (Österreich) verliehen 1890 als sichtbares Zeichen der "Allerhöchsten belobenden Anerkennung" des Souveräns (s. o.)
- Kriegsmedaille (Österreich) verliehen im Juni 1874
- Erinnerungsmedaille an den Feldzug 1864

Auszeichnungen im Königreich Preußen Provinz Hannover
- Roter Adlerorden IV. Klasse (Erlaubnis zur Annahme und zum Tragen lt. Eintrag im K.k. Marine-Grundbuch am 3. Dezember 1890 im Heeresgeschichtlichen Museum Wien)

Sonstige Ehrungen
- „Ehrenbürgerrecht des Fleckens Wyk auf Föhr“ (Erlaubnis zur Annahme der Ehrung am 18. Mai 1865 (K.k. Marine-Grundbuch und Kreisarchiv Husum))
- Die "Hauptmann-Schöningh-Straße" in der Stadt Meppen wurde nach ihm benannt.
- Der Ortsteil "Schöninghsdorf" der Gemeinde Twist (Emsland) wurde nach ihm benannt.